# Rasna (voblast de Brest)
Pour les articles homonymes, voir Rasna.
Rasna (en biélorusse : Расна) ou Riasno (en russe : Рясно ; en polonais : Raśna) est un village de la voblast de Brest, en Biélorussie.

## Géographie
Rasna se trouve à 27 km à l'ouest de Kamianets, centre administratif du raïon dont il dépend.

## Historique
À l'époque du grand-duché de Lituanie ses terres appartenaient aux puissants princes Sapieha, puis passent au milieu du XVIIIe siècle aux Matuszewicz. Jean Matuszewicz, qui est le grand échanson de la cour à Minsk, y fait venir en 1753 la congrégation des marianistes de l'Immaculée-Conception qui construisent un grand couvent. La région fait partie de l'Empire russe à la fin du XVIIIe siècle.
Le village et ses terres sont achetés au milieu du XIXe siècle par le comte Grabowski qui est de confession calviniste et qui fait construire un petit temple réformé qui sert de sépulture familiale.
Le village et ses environs sont le lieu d'affrontements entre Biélorusses partisans des bolchéviques et Polonais entre 1918 et 1919. Il fait partie de la nouvelle république de Pologne par la suite. Les marianistes y ouvrent une école secondaire. Rasna fait partie du powiat de Brest et de la voïvodie de Polésie. Rasna est envahie par l'Armée rouge à la fin de septembre 1939, puis par la Wehrmacht à l'été 1941. La région est libérée par l'Armée rouge à l'été 1944.
Rasna fait alors partie de la république socialiste soviétique de Biélorussie au sein de l'Union soviétique, puis en 1990 de la nouvelle Biélorussie.